# Jacques T. Godbout
Pour les articles homonymes, voir Jacques Godbout et Godbout (homonymie).
Jacques T. Godbout est un sociologue québécois. Il est professeur émérite à l'Institut national de la recherche scientifique à Québec. Il est aussi membre du conseil de la direction de la Revue du MAUSS. Il a écrit de nombreux ouvrages sur le don.

## Publications
- La participation contre la démocratie, Éditions Saint-Martin, 1983, 190 p.
- La démocratie des usagers, Boréal, 1991, 190 p. (ISBN 978-2-89052-180-3)
- L'esprit du don, La Découverte, 1992, 345 p. (ISBN 978-2-7071-5222-0) co-écrit avec Alain Caillé
- Le langage du don, Fides, 1996, 41 p. (ISBN 978-2-7621-1865-0, lire en ligne)
- Le don, la dette et l'identité : homo donator vs homo œconomicus, La Découverte, 2000, 190 p. (ISBN 978-2-7071-3352-6)
- Ce qui circule entre nous : Donner, recevoir, rendre, Paris, Seuil, 2007, 394 p. (ISBN 978-2-02-092364-4)
- La Participation contre la démocratie, Montréal (Québec), Liber, 2014, 218 p. (ISBN 978-2-89578-469-2)